# José de Heredia y Velarde
José de Heredia y Velarde (castellà: José Heredia)  (Oviedo, 12 d'octubre de 1751 - Madrid, 14 de desembre de 1814) va ser un militar i polític espanyol.

## Biografia
Capità General i President de la Real Audiència de Palma de Mallorca en 1809, va ser secretari del Despatx de Guerra durant la guerra del francès entre octubre de 1810 i febrer de 1812. Va morir dos anys després.